# 大倉川 (宮城県)
大倉川（おおくらかわ）は、宮城県仙台市青葉区を流れる一級河川。名取川水系広瀬川の支流である。大倉ダムは仙台市の主な水源である。

## 地理
宮城県仙台市青葉区北部の山形県との境をなす奥羽山脈の船形山に源を発し南東に流れる。大倉湖（大倉ダム）を経由して上愛子小学校付近で広瀬川に合流する。
ほとんど山地を流れる川だが、中流から河岸段丘が数珠繋ぎに連なって山間の盆地をなす。第2次大戦後に開墾された十里平、定義如来がある定義、大倉湖付近の矢籠・日向・栗生、ダムの川下にある下倉・大原・小原で、耕地と集落がある。
広瀬川と大倉川の合流点までの流域面積を比べると、広瀬川が112.1平方キロ、大倉川が94.6平方キロで、広瀬川本流のほうがやや上回る。しかし長さを比べると、広瀬川は11.1キロメートル、大倉川は22.4キロメートルで、支流の大倉川が本流の倍以上ある。そこで、明治時代のはじめまでは、大倉川が広瀬川本流とみなされていた。法制上、大倉川が支流とされたのは、1929年（昭和4年）に旧河川法にもとづく政令が河川の区間を定めたときが最初であるらしい。

## 自然
大倉川上流域は、広義の船形山にあたり、1950年代まではブナの天然林が広がっていた。1960年代から伐採が進み、かわってスギが植林された。ブナ天然林は土壌に多量の水を浸透させ、これが降水時に下流に流れる水量を緩和し、渇水時には川の水量を維持する役割を果たす。大倉川上流での調査では、スギやカラマツの人工林の貯水能力はやや低い程度だが、植樹されて間もない幼齢林では明らかに低い。ブナを皆伐せず一部を抜き取るにとどめる場合（択伐）でも貯水量は低くなる。そこで、流域の森林伐採が、近年の広瀬川の水量低下に関係しているのではないかと推測されている。
2018年度調査で大倉川の生物化学的酸素要求量（BOD）75%値は滝の上橋と最下流部でともに0.5mg/L以下であった。環境基準類型AAを満たし、良好な状態である。
大倉川にはヤマメが多く、どういうわけか昔からイワナがみられない。

## 歴史
1908年（明治41年）に大倉発電所が作られ、その下流に大倉ダムが1961年に完成した。ダム湖の下に没することになった発電所はダムの川下に移転し、ダムから水を供給されて発電することになった。

## 支流
- 笹木沢
- 戸立沢
- 南沢
- 湯川
- 横川 - 神掛川（神掛沢）

## 橋梁
- 定義橋 - 宮城県道55号定義仙台線（定義街道）
- 滝の上橋
- 大倉大橋
- （天狗橋 - 水没）
- 大倉ダム
- 新天狗橋 - 宮城県道55号定義仙台線